# Dionisio Solís
Dionisio Villanueva y Ochoa (Córdoba, 1774 — Madrid, 1834), más conocido por su pseudónimo de "Dionisio Solís", fue un dramaturgo, actor y músico español del último cuarto del siglo XVIII y primer cuarto del XIX.

## Biografía
Era de humildes orígenes, hijo de Juan de Villanueva y de Antonia de Rueda; estudió en Sevilla latinidad, retórica y poética bajo la dirección de Justino Matute Gaviria, un hombre de letras amigo de Juan Pablo Forner; estos fueron los únicos estudios que pudieron costearle sus padres, pero salió tan aventajado que ya a los quince años había traducido varias Odas de Horacio y compuesto poemas originales que admiraron a Forner. También aprendió un año de música con el maestro de capilla de la catedral Antonio Ripa. Y, para no ser gravoso a sus padres, se acomodó con una compañía dramática de cómicos, para los que compuso tonadillas. De natural despejado, aprendió por sí mismo lenguas (francés, inglés, italiano y griego antiguo) e historia nacional, además de otras materias que llegó a dominar como el que más. Se inició como primer apuntador en el Teatro de la Cruz de Madrid desde la edad de 19 años, desarrollando luego sus facetas de autor, actor y violinista. Su amistad con el actor Isidoro Máiquez aseguró la puesta en escena de sus obras. Su adaptación del drama Misantropía y arrepentimiento de August von Kotzebue el 30 de enero de 1800 en el Coliseo de la Cruz fue un éxito tan formidable (18 representaciones) que lo puso en el mapa teatral de entonces. También adaptó autores clásicos como Tirso y tradujo piezas de dramaturgos tan dispares como Vittorio Alfieri, Voltaire o Shakespeare. De su dramaturgia pueden mencionarse las obras La literata, La comparsa de repente (1828), La pupila (1830), Camila, y las tragedias Tello de Neira y Blanca de Borbón. Como poeta cultivó el soneto y escribió con cierta soltura cantilenas y romances moriscos y pastoriles al estilo de Lope de Vega y Luis de Góngora ("Escuchadme, castellanos...", "La tierna pastora mía..."). Escribió odas de tema amoroso o relativas a la Guerra de la Independencia (La invasión francesa, A lord Wellington) Destacan también sus fábulas morales al estilo de Samaniego.
Contrajo matrimonio con María Ribera, primera actriz en el estreno de El sí de las niñas, de Leandro Fernández de Moratín.